# Lawrence Washington (1718-1752)
Lawrence Washington ([ˈwɔʃʃinton]; Virginia, 1718 – Mount Vernon, luglio 1752) è stato un militare e politico statunitense.
Fu un planter e membro fondatore della Ohio Company della Virginia, nonché membro della legislatura coloniale della contea di Fairfax. Fu inoltre il fondatore del villaggio di Alexandria, in Virginia, lungo le rive del fiume Potomac nel 1749.
Washington era il maggiore ed il più amato dal suo fratellastro, George Washington, futuro presidente degli Stati Uniti. Egli fu il primo membro della sua famiglia a vivere a Mount Vernon, tenuta che egli stesso volle rinominare in onore dell'ammiraglio Edward Vernon sotto il quale aveva servito nella marina militare inglese. Washington si ammalò di tubercolosi e con George si portò per qualche tempo nelle Barbados credendo che il clima caldo gli avrebbe giovato alla salute. Il suo stato di salute invece peggiorò sempre più e Lawrence decise di fare ritorno a Mount Vernon dove morì l'anno successivo.

## Biografia

### I primi anni
Lawrence si crede sia nato nel 1718, figlio secondogenito di Augustine Washington e di sua moglie, Jane Butler (il primo figlio, Butler, era morto infante nel 1716). La famiglia viveva nella Contea di Westmoreland, presso il fiume Potomac. Nel 1729, Augustine prese Lawrence ed il figlio più piccolo, Augustine jr., e si portò in Inghilterra per iscriverli entrambi alla Appleby Grammar School di Appleby-in-Westmorland, Cumbria Augustine ritornerà in Virginia alcuni mesi dopo per scoprire che sua moglie nel frattempo era morta, lasciando la figlia Sarah in cura ad altri famigliari. Il padre a questo punto si risposò nel 1731 con una giovane ereditiera, Mary Ball.
Lawrence completò la sua educazione e fece ritorno in Virginia nel 1738 per sovrintendere alla piantagione del padre (più di 2000 acri) presso il fiume Potomac a Little Hunting Creek (allora nella Prince William County; dopo il 1742 rinominata contea di Fairfax). Sul finire del 1738, Augustine spostò la sua giovane (seconda) famiglia a Ferry Farm, azienda che aveva recentemente acquisito presso nella contea di re Giorgio. La contea del principe Guglielmo registrò però altri acquisti ascrivibili al marzo del 1739 operati da Augustine a Little Hunting Creek.

### La carriera militare
Sul finire del 1739 il parlamento inglese decise di levare un "Regiment of Foot" (reggimento di fanteria) nelle colonie americane, perché fosse utilizzato poi nelle Indie occidentali nella guerra contro la Spagna, nota come Guerra anglo-spagnola (1739-1742). Il reggimento, composto da quattro battaglioni, venne designato in capo al colonnello William Gooch. I comandanti delle compagnie dovevano essere reclutati necessariamente nelle colonie e per questo il colonnello Blakeney venne inviato a ricercare le persone più adatte, con un permesso firmato da re Giorgio II in persona. Il 10 luglio 1740, il vice governatore della virginia, William Gooch, prescelse una compagnia fondata da Lawrence Washington: ancora oggi a Mount Vernon si conserva il foglio di richiamo ufficiale.
Le quattro compagnie della Virginia erano di sede a Williamsburg dove si portarono nell'agosto del 1740, ma le navi di trasporto non salparono per la Giamaica sino all'inizio di ottobre di quell'anno. Le forze d'invasione inglesi giunsero in Giamaica all'inizio di gennaio del 1741, e la Spedizione Congiunta, sotto il comando duale del viceammiraglio Edward Vernon e del generale di brigata Thomas Wentworth, entrò in azione a fine mese. All'inizio di febbraio i comandanti decisero di assaltare la fortezza spagnola di Cartagena (attuale Colombia). Lawrence fu fortunato, come ebbe poi a scrivere a suo padre, ad essere nominato "capitano dei soldati operanti come marines" a bordo dell'ammiraglia di Vernon, la HMS Princess Caroline (80 cannoni). Per il servizio effettuato, il 43º fanteria venne soprannominato "Gooch's Marines."
Washington sopravvisse alla battaglia di Cartagena de Indias ed alle spedizioni contro il porto di Nuova Granada e contro Cuba e Panama, dove gli americani persero molti uomini, in gran parte a causa delle malattie locali. L'assalto a Cartagena, nel marzo-aprile del 1741, diede prova di essere un disastro, e più della metà delle forze inglesi si ammalarono e morirono di malattie tropicali, in particolare di febbre gialla. La febbre colpì in gran parte le truppe appena giunte, mentre la ciurma sulle navi da guerra di Vernon, essendo già giunte nei Caraibi da un anno, rimasero perlopiù immuni a questi disagi. Washington sopravvisse alle febbri che uccisero circa il 90% dei coloni americani per la sua fortuna ad essere trasferito sull'ammiraglia di Vernon (approfittando anche delle migliori condizioni igieniche a bordo della nave, meno affollata delle altre).
Nel gennaio del 1741, 3255 tra ufficiali e uomini del Gooch's "American Regiment" si trovavano a bordo di una nave nel porto di Kingston, in Giamaica. Appena due anni dopo al momento della loro partenza, il 24 ottobre 1742, erano sopravvissuti solo 17 ufficiali e 130 coscritti che fecero ritorno in Nord America tra novembre e dicembre, accompagnati da 268 soldati ammalati. Il 17 gennaio 1743, il New York Weekly Journal riportò un dispaccio dalla Giamaica datato 24 ottobre 1742:
dalla Giamaica, veniamo informati che il generale Wentworth ha ricevuto l'ordine di fare ritorno in Gran Bretagna con le sue forze per ridurre [il numero di forze in capo] al reggimento americano sotto il comando del colonnello Gooch. Ciascun uomo riceverà la paga il 24 ottobre e sarà inviato a casa con quattro trasporti: uno diretto a New York, due in Virginia e uno in Carolina del Nord. Una riflessione molto melanconica è che cinquecento uomini di questa provincia sono stati imbarcati sulla prima imbarcazione disponibile."
Scrivendo una storia degli British Settlements in North America nel 1748, il bostoniano dr. William Douglas disse che dei 500 uomini provenienti dal Massachusetts per la spedizione, ne tornarono non più di 50.
Washington prese parte anche allo sbarco del 1741 degli inglesi a Guantánamo (Cumberland Harbor) Cuba, come parte del piano dell'ammiraglio Vernon, mai realizzato, di attaccare Santiago de Cuba dal retro (via terra) e dal fronte (via mare).
Al suo ritorno in Virginia alla fine del 1742, Washington scoprì che il posto di comandante della milizia era vacante. Egli pertanto optò per concorrere a quell'incarico, venne prescelto e promosso al rango di maggiore dal governatore Gooch nella primavera del 1743.

### Vita civile
Washington si sposò nel luglio del 1743 con Anne Fairfax (1728–1761), figlia primogenita del colonnello William Fairfax della vicina piantagione di Belvoir, e della sua ultima moglie Sarah Walker, nata da una delle famiglie notabili delle Bahamas, dove Fairfax lavorava quando i due si sposarono. Il matrimonio con la quindicenne Anne ed il veterano di 25 anni pare fosse fortemente stato voluto dai genitori della sposa e dal reverendo Charles Green della parrocchia di Truro.
All'epoca del suo matrimonio, Lawrence iniziò la ricostruzione della casa sulla residenza realizzata da suo padre a Little Hunting Creek, rinominandola in Mount Vernon in omaggio al suo comandante in tempo di guerra.
La nuova contea di Fairfax venne creata (derivandola dalla parte nord della contea del principe Guglielmo) nel 1742. Washington venne eletto alla House of Burgesses della Virginia nel 1744 proprio come rappresentante per la contea di Fairfax. Nel 1747, si unì al suocero e ad altri noti proprietari terrieri dell'area nella creazione della The Ohio Company in Virginia, con l'intento di aprire i commercio con l'interno del continente americano, sfruttando i collegamenti forniti dal fiume Potomac. Per fare ciò, la Compagnia abbisognava di un "entrepôt", un lasciapassare di commercio. Il sito del deposito di tabacco di Hugh West, inoltre, posto sulla riva occidentale del Potomac presso la foce di Hunting Creek, sembrava una location ideale per le acque profonde che permettevano l'accesso alle navi provenienti anche da Londra. I locali coltivatori di tabacco ad ogni modo volevano che l'insediamento sorgesse lontano dal fiume (e lontano dai campi di tabacco) più verso Hunting Creek. Nel corso delle sessioni legislative del 1748–49, Washington ebbe il ruolo di promuovere il sito lungo il fiume e si assicurò i voti necessari per approvare la realizzazione di un nuovo insediamento presso il fiume Potomac che potesse servire agli interessi della Ohio Company.
Nel maggio del 1749, il governatore William Gooch siglò una legge che stabiliva la fondazione del villaggio di Alexandria. Washington ottenne il permesso di "assentarsi per riprendersi dal suo stato di salute". Prima delle prime aste pubbliche al villaggio nel luglio del 1749, Washington salpò verso Londra per condurre degli affari per la Ohio Company, e per consultare dei medici inglesi sulla sua salute. Suo fratello minore George, sovrintendente delle terre del fratello, prese parte alla prima asta dell'area. Fec una copia della mappa del villaggio ("A Plan of Alexandria, Now Belhaven") con le liste dei prezzi di vendita dei lotti individuali per suo fratello. Sebbene fondato col nome di "Alexandria", il villaggio venne da subito chiamato "Belhaven", in onore del patriota scozzese John Hamilton, II lord Belhaven. Nel 1751, il consiglio del villaggio tenne la "Belhaven Lottery" per raccogliere i soldi necessari a realizzare un municipio.
George Washington accompagnò il suo fratellastro maggiore Lawrence ai bagni termali di Bath (attuale Berkeley Springs, West Virginia). Lawrence fece visita frequentemente a questi luoghi per cercare di migliorare la sua salute, in particolare dopo aver contratto la tubercolosi. Nell'estate del 1749, Lawrence salpò ancora una volta verso l'Inghilterra alla ricerca di nuove cure mediche.
Nel 1751, fece rotta verso le Barbados nella speranza di usufruire del clima tropicale che avrebbe dovuto aiutare Lawrence a rimettersi prima, ma la sua salute andava peggiorando (questa fu l'unica traversata oceanica di George Washington in tutta la sua vita; nei suoi viaggi futuri non si spinse mai al di fuori dei confini degli Stati Uniti). Alle Barbados, George Washington contrasse il vaiolo; pur subendo delle cicatrici al volto, sopravvisse e quindi divenne immune ad altri attacchi.
Lawrence Washington morì di tubercolosi alla sua residenza di Mount Vernon nel luglio del 1752. La sua vedova, Anne, si risposò con un membro della famiglia Lee poco dopo. Il ventenne George visse e gestì la piantagione di Mount Vernon. Alla morte della vedova di Lawrence, Anne, George Washington ereditò la residenza di Mount Vernon.

## Matrimonio e figli
Lawrence e Anne ebbero insieme quattro figli, ma nessuno di questi sopravvisse all'età adulta:
- Jane (27 settembre 1744 - gennaio 1745)
- Fairfax (22 agosto 1747 - ottobre 1747)
- Mildred (28 settembre 1748 - 1749)
- Sarah (7 novembre 1750 - 1754)[15]

## Il ritratto militare di Lawrence Washington
L'unico ritratto giunto sino a noi di Lawrence Washington si trova alla residenza di Mt. Vernon, dove George Washington era solito tenerlo nel suo studio privato al pian terreno: è l'unico ritratto della famiglia Washington che ebbe l'onore di essere posto nel suo studio. Un gruppo di esperti d'arte americana – tra cui James Flexner – vennero invitati a Mount Vernon nel 1966 per esaminare i ritratti di famiglia di proprietà di George Washington. Nella loro disamina del ritratto di Lawrence Washington, gli esperti scoprirono che questo non riportava la firma dell'autore, né la datazione e la sua giacca non aveva il collo, nello stile popolare dell'Inghilterra degli anni '30 del Settecento. Sulla base di questo dato solo, il quadro venne concluso essere di manifattura inglese e quindi antecedente al periodo in cui Lawrence lasciò Appleby School nel 1738 per tornare in Virginia. Questa datazione venne accettata dalla maggior parte degli esperti, malgrado il fatto che alcuni anni dopo (1969) gli esperti di storia militare americana lo datarono alcuni anni dopo, classificandolo come un raro esempio di ritratto giunto fino a noi di un ufficiale in uniforme americana dei reggimenti coloniali inglesi.
Il ritratto raffigura infatti Lawrence nella sua uniforme militare come aiutante della milizia della Virginia. Posò comunque indossando la sua giubba rossa da capitano del British Army e veste verde dell'"American Regiment". La veste è decorata in oro (tipico degli ufficiali comandanti) come pure il tricorno portato sottobraccio. Quando un team di esperti di storia militare delle colonie americane fece visita a Mount Vernon nel 1968–69, descrisse il ritratto come il "miglior esempio" di uniforme militare americana dei tempi della guerra dell'orecchio di Jenkins" e pubblicarono la loro ricerca sul giornale di studi di uniformi militari, il Military Collector and Historian. La coccarda da ufficiale indossata sul cappello sembra poi essere la stessa indossata poi da George Washington nel suo ritratto del 1772.
Il ritratto di Lawrence, nelle pose e nella struttura, sembra essere identico a quello del suo amico George Mason di Gunston Hall. Il ritratto di Mason è risaputo essere stato dipinto dal giovane pittore di Philadelphia, John Hesselius, nella primavera/estate del 1750 per commemorare il matrimonio (avvenuto il 4 aprile) con Ann Elibeck. Un esperto delle opere degli Hesselius (padre e figlio), il professor Roland Fleischer, ha notato come le prime opere di John Hesselius siano tutte caratterizzate dalla presenza di una tela lavorata con una pittura a base di una radice scura e che molte delle sue opere siano debitamente firmate, mentre altre no. Con Lawrence già declinante in salute e dubbioso se sarebbe riuscito a tornare a casa dai Caraibi, il giovane pittore avrebbe potuto dipingere Lawrence più in salute d'aspetto di quanto non fosse nel 1750.
Quando Gustavus Hesselius si stabilì a Philadelphia, il giovane John Hesselius fece il primo tentativo di qualificarsi come pittore rtrattista, portandosi a Williamsburg, capitale della Virginia, nella primavera del 1750. Non vi erano pittori professionisti ritrattisti nella prosperosa colonia della Virginia e pertanto Hesselius decise di porre il proprio studio nella capitale, contando sulla presenza della ricca gentry americana (perlopiù membri della House of Burgesses). Sfortunatamente per Hesselius, la legislatura della Virginia non si incontrò sino alla primavera del 1752 per l'assenza del governatore. Hesselius, quindi, tornò verso Philadelphia, non mancando di visitare le principali piantagioni appartenenti alle famiglie più in viste della Virginia. È così che Hesselius avrebbe potuto incontrare George e Ann Mason ed aver ottenuto da loro delle commissioni ritrattistiche e metà del secolo.
Hesselius avrà poi, seppur indirettamente, un ruolo nella ritrattistica di George Washington dal momento che ebbe alle proprie dipendenze un allora ancora sconosciuto Charles Willson Peale.

## Nella cultura di massa
Lawrence Washington appare nel videogioco del 2014 della Ubisoft dal titolo Assassin's Creed: Rogue come membro dell'Ordine dei Templari e primo obbiettivo del protagonista Shay Patrick Cormac, che lo uccide nel corso di un party a Mount Vernon.